# Österåker (Gemeinde)
Koordinaten: 59° 29′ N, 18° 18′ O

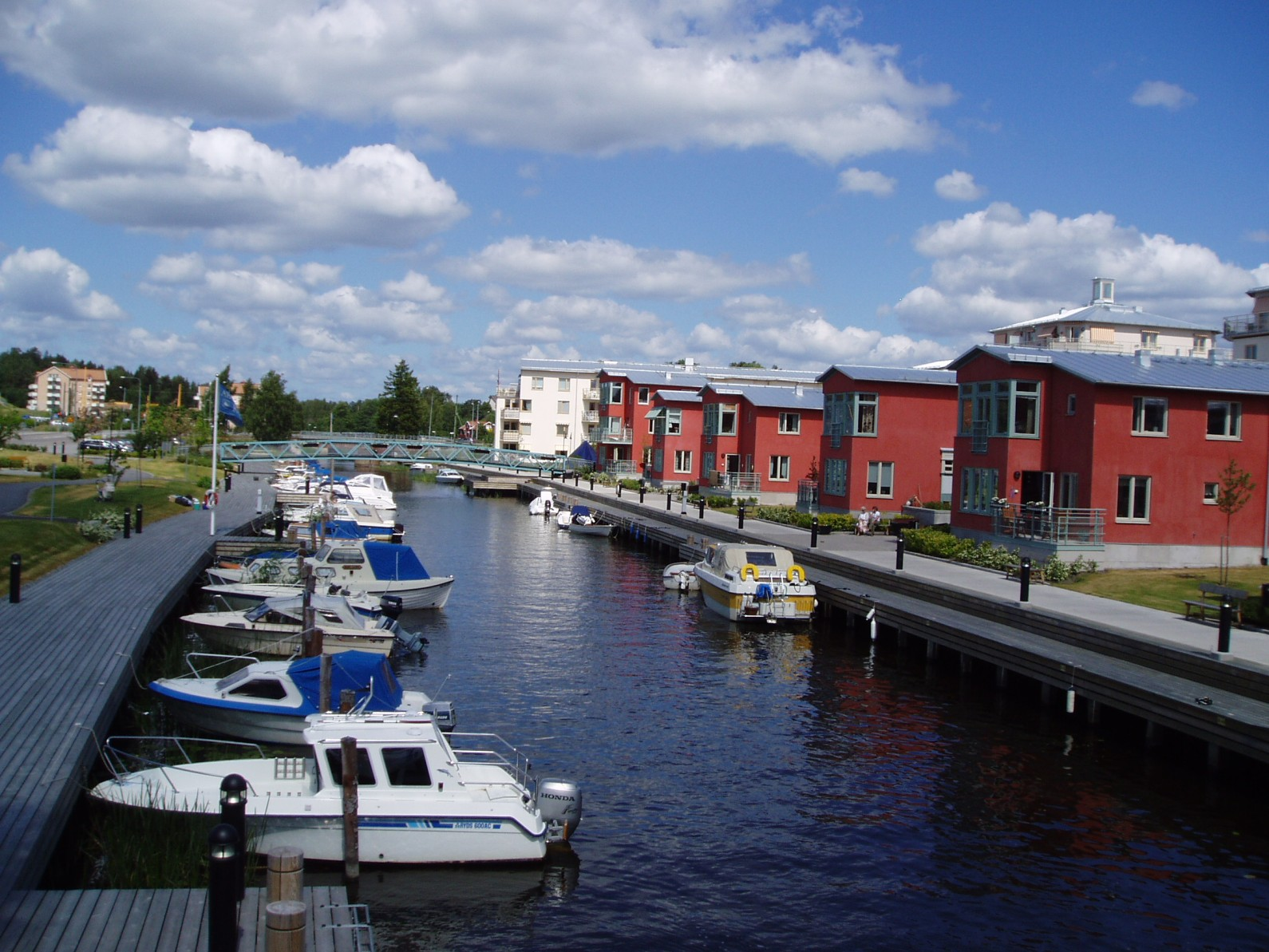
Åkers kanal in Åkersberga

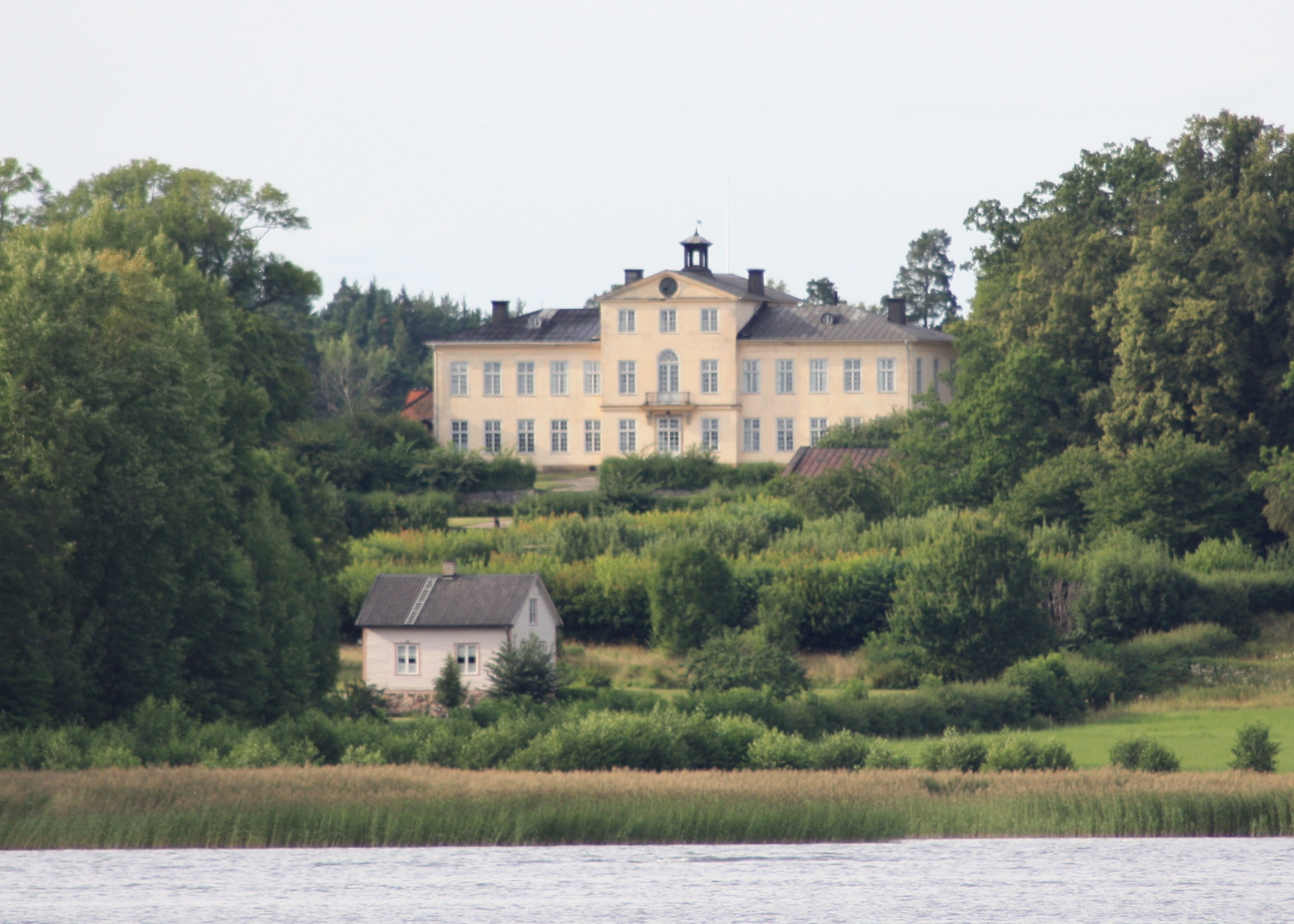
Schloss Östanå

Österåker ist eine Gemeinde (schwedisch kommun) in der schwedischen Provinz Stockholms län und der historischen Provinz Uppland. Der Hauptort Åkersberga ist mit mehr als 26.000 Einwohnern auch der größte Ort der Gemeinde.

## Größere Orte
- Åkersberga
- Norrö
- Rydbo
- Skärgårdsstad
- Solberga
- Stava
- Svinninge
- Täljö

Gottsundaborgen ist eines der ältesten Burgen in Österåker. Sie liegt auf einem Bergrücken, der steil zum See Storträsket abfällt. In den anderen Richtungen wurde stattdessen lange Steinmauern errichtet.

## Partnerstädte
- Ruotsinpyhtää, Finnland
- Kvinnherad, Norwegen
- Kohila, Estland
- Luçon, Frankreich

## Söhne und Töchter der Stadt
- Eva von Bahr-Bergius (1874–1962), Physikerin
- Alexander Östlund (* 1978), Fußballspieler
- Victor Crone (* 1992), Sänger
- Svante Kohala (* 1998), Rennrodler
- Tove Kohala (* 2001), Rennrodlerin